# Vinninga
Vinninga is een plaats in de gemeente Lidköping in het landschap Västergötland en de provincie Västra Götalands län in Zweden. De plaats heeft 1064 inwoners (2005) en een oppervlakte van 85 hectare.

## Verkeer en vervoer
Bij de plaats loopt de Länsväg 184.